# Lugo-di-Nazza
Lugo-di-Nazza es una comuna y población de Francia, en la región de Córcega, departamento de Alta Córcega.
Su población en el censo de 1999 era de 103 habitantes.

## Demografía
| 94 | 105 | 90 | 100 | 105 | 103 |
| Para los censos de 1962 a 1999 la población legal corresponde a la población sin duplicidades (Fuente: INSEE [Consultar]) |     |    |     |     |     |